# Yongle
Yongle, Joeng-le of Yung-lo (1360-1424) was keizer van China en de derde heerser van de Mingdynastie. Hij regeerde van 1402 tot 1424. Andere namen zijn Chéng Zǔ en Zhū Dì. Zijn regeringstijd wordt met Yongle aangegeven. Hij wordt beschouwd als een van de grootste keizers van de Mingdynastie.

## Carrière in het leger
Yongle werd geboren als Zhu Di. Hij was het vierde kind van de eerste Mingkeizer Hongwu, uit het huwelijk van Hongwu met een Mongoolse prinses. Zhu Di was groot en atletisch gebouwd. Hij werd doorgaans gezien als de bekwaamste zoon van Hongwu. Hongwu stuurde hem als officier bij de cavalerie van het Chinese leger naar het noorden om de Mongolen te bevechten. Zhu Di verwoestte de laatste Mongoolse vestiging Kunming. De jongeren die nog in hun puberteit waren, werden gecastreerd en in het keizerlijke leger opgenomen als eunuchen. Een van deze Mongoolse eunuchen was Ma He. Zijn naam werd veranderd tot Zheng He, toen hij een hoge functie kreeg in het keizerlijk bestuur. Zheng He werd Zhu Di's belangrijkste vertrouweling en raadgever. Na zijn succesvolle veldtocht werd Zhu Di benoemd tot prins van de provincie Yan dat dezelfde ligging had als Yan (staat). Yan was een belangrijke provincie, die grensde aan het Mongoolse rijk (met onder andere de stad Beijing).

## Staatsgreep
Na de dood van Hongwu in 1398 werd hij opgevolgd door Zhu Yunwen, zijn kleinzoon, die regeerde als Jianwen. Jianwens voornaamste zorg was de enorme macht die de prinsen op het einde van Hongwu's regering hadden opgebouwd. Jianwen slaagde er binnen korte tijd de voornaamste prinsen te elimineren of te verwijderen, behalve Zhu Di.
Zhu Di had echter de ambitie om zelf keizer van China te worden. Hij bedacht een sluw plan om een staatsgreep voor te bereiden. Zhu Di deed alsof hij krankzinnig was geworden. Toen het nieuws over Zhu Di's krankzinnigheid het hof in Nanking bereikte, liet keizer Jianwen toe dat Zhu Di's twee zonen naar Beijing reisden. Nu zijn twee zonen onttrokken waren aan de invloed van Jianwen, stond Zhu Di veel sterker. In 1399 riep hij een opstand uit. Zhu Di zou hierbij hulp krijgen vanuit onverwachte hoek: enkele eunuchen waren het hof in Nanjing ontvlucht en lichtten Zhu Di in over de zwakke punten van het keizerlijke leger en de verdediging van Nanjing. Nadat hij een aanval op Beijing succesvol had doorstaan, trok Zhu Di zelf in de aanval. In tegenstelling tot Jianwen leidde hij zijn troepen constant op het veld terwijl zijn zeer bekwame vrouw Xu en oudste zoon het bestuur in Peking handhaafden. De keizer zag in dat hij de oorlog verloor en vroeg om vredesonderhandeling. Een delegatie van de keizer werd naar Zhu Di gestuurd.
Deze delegatie zou echter de keizer verraden en zou in het grootste geheim een pact sluiten met Zhu Di. Toen Zhu Di op 13 juli 1402 Nanjing naderde, werden, zoals afgesproken met de samenzweerders, de poorten van de stad langs noordoostelijke zijde geopend. Na het bloedbad dat daarop volgde, kon Zhu Di zichzelf uitroepen tot nieuwe keizer van de Mingdynastie onder de keizerlijke naam Yong Le. De tweede keizer van de Mingdynastie werd niet meer gezien en is de enige keizer van de Mingdynastie zonder bekend graf.

## Uitbouw van de Verboden stad in Peking
Keizer Yongle verlegde de hoofdstad van China van Nanjing (= Zuidelijke Hoofdstad) naar Beijing (= Noordelijke hoofdstad). De reden hiervoor was dat Beijing dichter bij het levensgebied van de Mongolen lag, waar het grootste gevaar voor zijn heerschappij vandaan kwam en hij dit gevaar daardoor beter kon beheersen. Op 2 februari 1421 werd de Verboden Stad als centrum van de macht ingewijd. Aan het hof konden we twee soorten functionarissen onderscheiden: de mandarijnen en de eunuchen. De eunuchen stonden onder het onmiddellijk bevel van de keizer en regelden het huishouden aan het keizerlijk hof.
Deze eunuchen konden bijzonder veel macht en invloed verkrijgen, zo stonden zij bijvoorbeeld in voor de toegang tot de keizer. Daarnaast kregen ze soms ook de leiding over militaire expedities of diplomatieke reizen. Het mandarijnenkorps kan dan vooral weer beschouwd worden als de ambtenaren die de bureaucratie regelden. De belangrijkste mandarijnen waren de Centrale Secretarissen. Zij stonden zeer dicht bij de keizer en hun voornaamste taak was hem dagelijks op de hoogte te houden over de toestand in zijn rijk en hem bij te staan met raad. Aan het hoofd van dit Centraal Secretariaat stonden zeven jonge Centrale Secretarissen met een uitzonderlijke talent voor bureaucratie en organisatie.
Om zijn ambtenaren op te leiden blies hij de Hanlin-academie, die nog was opgericht onder keizer Tang Xuanzong, nieuw leven in. Jaarlijks studeerden aan deze prestigieuze academie hoogopgeleide studenten af die de basis vormden voor een stabiel ambtenarenkorps.

## Buitenlandse politiek
In zijn buitenlands beleid probeerde Zhu Di zijn invloed zo ver mogelijk te laten gelden. Dit werd niet noodzakelijk door middel van militaire expedities ingevuld, maar er werden ook diplomatieke pogingen gedaan. Zo kon hij bijvoorbeeld buitenlandse stamhoofden en prinsen welluidende titels geven met eventueel de nodige bijhorende geschenken. Op deze manier kon Zhu Di bepaalde bondgenoten aan hem binden, die door deze titels hun prestige ten opzichte van hun eigen volk zagen stijgen.
Een serieuze dreiging kwam uit Centraal-Azië. Daar had Timoer Lenk vanuit het tegenwoordige Oezbekistan een groot rijk opgebouwd. Ook China stond op zijn lijst. Terwijl Timoer met zijn legers op weg was naar China, werd hij ziek en stierf in 1405.
Om de Mongoolse dreiging uit het noorden te weerstaan, ondernam Zhu Di zowel diplomatieke als militaire pogingen. Deze diplomatieke pogingen bestonden voornamelijk uit het schenken van eretitels en geschenken.
Naast deze diplomatieke pogingen ondernam Zhu Di ook vijf veldtochten tussen 1410 en 1425. Telkens slaagde hij slechts gedeeltelijk in zijn opzet. Enerzijds slaagde hij erin een voorlopige dreiging af te slaan, anderzijds kon hij nooit de Mongolen definitief verslaan.

## De zee-expedities van Zheng He
Zhu Di, die vastbesloten was zijn macht en invloed uit te breiden, gaf in 1403 opdracht aan de scheepswerf van Longjiang, op dat moment de grootste ter wereld, om een vloot te bouwen voor de latere expedities van Zheng He. Tussen 1404 en 1407 zouden nieuwe schepen worden gebouwd en oudere hersteld, waarmee de totale capaciteit van de Chinese vloot op meer dan 1680 schepen zou komen. Met deze vloot zou Zheng He zeven expedities ondernemen tussen 1405 en 1433, met telkens een bemanning aan boord van ongeveer 30.000 man. De schepen bezochten Vietnam, de Straat Malakka, vele staatjes in de Indonesische Archipel, de kust van India, Sri Lanka, Hormuz, de Perzische Golf, de kust van Arabië (het huidige Oman en Jemen), de Rode Zee, tot zelfs de Afrikaanse kust, nabij Mombassa.
Zheng He zou zo ongeveer 30 verschillende landen aandoen, waarmee hij diplomatieke betrekkingen aanknoopte. Bij de contacten met deze vreemde beschavingen speelde de uitwisseling van kostbare geschenken en wetenschappelijke kennis een grote rol. Zo kwamen de vloten na hun reis steevast terug met nieuwe goederen. Deze expedities zouden ook de economie ten goede komen. In het spoor van de grote jonken van Zheng He zouden heel wat Chinese handelaars naar deze bestemmingen trekken om er handel te drijven, waarbij ze hun voordeel zouden halen uit de overweldigende indruk die de Chinese vloot en hun geschenken hadden gemaakt.

## Het einde van Yongle
In 1407 stierf zijn vrouw. Dit was voor hem een reden om naar een geschikte plaats te zoeken waar hij begraven kon worden. Dit werd de voet van de berg Tianshou op ongeveer 50 km ten noordwesten van Peking. De bouw van het Changlingmausoleum duurde 18 jaar en was klaar in 1427. In dit gebied liggen nu 13 van de 16 Mingkeizers begraven.